# Cimitero militare polacco di Montecassino
Il cimitero militare polacco di Montecassino (in polacco polski cmentarz wojenny na Monte Cassino) si trova nei pressi dell'abbazia di Montecassino, nel comune di Cassino ed è affidato alla custodia dei relativi Monaci.
È uno dei cinque cimiteri di guerra presenti nel cassinate, insieme a quello tedesco (nella frazione di Caira), italiano (a Mignano Monte Lungo), francese (a Venafro) e a quello del Commonwealth (a Cassino).
Oltre a questo, si ricordano i cimiteri militari polacchi di Casamassima, Loreto e Bologna.

## Storia
Il progetto dell'edificio è stato ideato dallo studio dell'architetto Pietro Rogacien, figlio di un ex combattente di Montecassino, nonché uno dei costruttori del cimitero. L'esposizione è stata curata dalla Prof.ssa Krystyna Jaworska, i cui genitori erano militari del 2º Corpo d'Armata e dal Dott. Paolo Morawski.
Ospita oltre mille soldati (1 051 ne riporta l'elenco all'ingresso) del secondo corpo d'armata polacco ed è presente anche la tomba di Władysław Anders, il generale polacco morto nel 1970 a Londra, ma che secondo le sue volontà è qui sepolto con i suoi uomini.

## Descrizione
All'ingresso del cimitero, una scritta ricavata sul pavimento accoglie i visitatori:

Mentre sull'obelisco innalzato in loro onore in cima a quota 593 è riportata in quattro lingue (polacco, italiano, francese, inglese) la iscrizione:
Poco oltre l'ingresso, sulla sinistra, il Museo Memoriale del 2º Corpo d'Armata Polacco, inaugurato il 17 maggio 2014, in occasione del 70º Anniversario della battaglia di Montecassino, realizzato grazie all'iniziativa dell'"Associazione Generale dei Polacchi in Italia" in collaborazione con l'ambasciata di Polonia a Roma.

## Galleria d'immagini

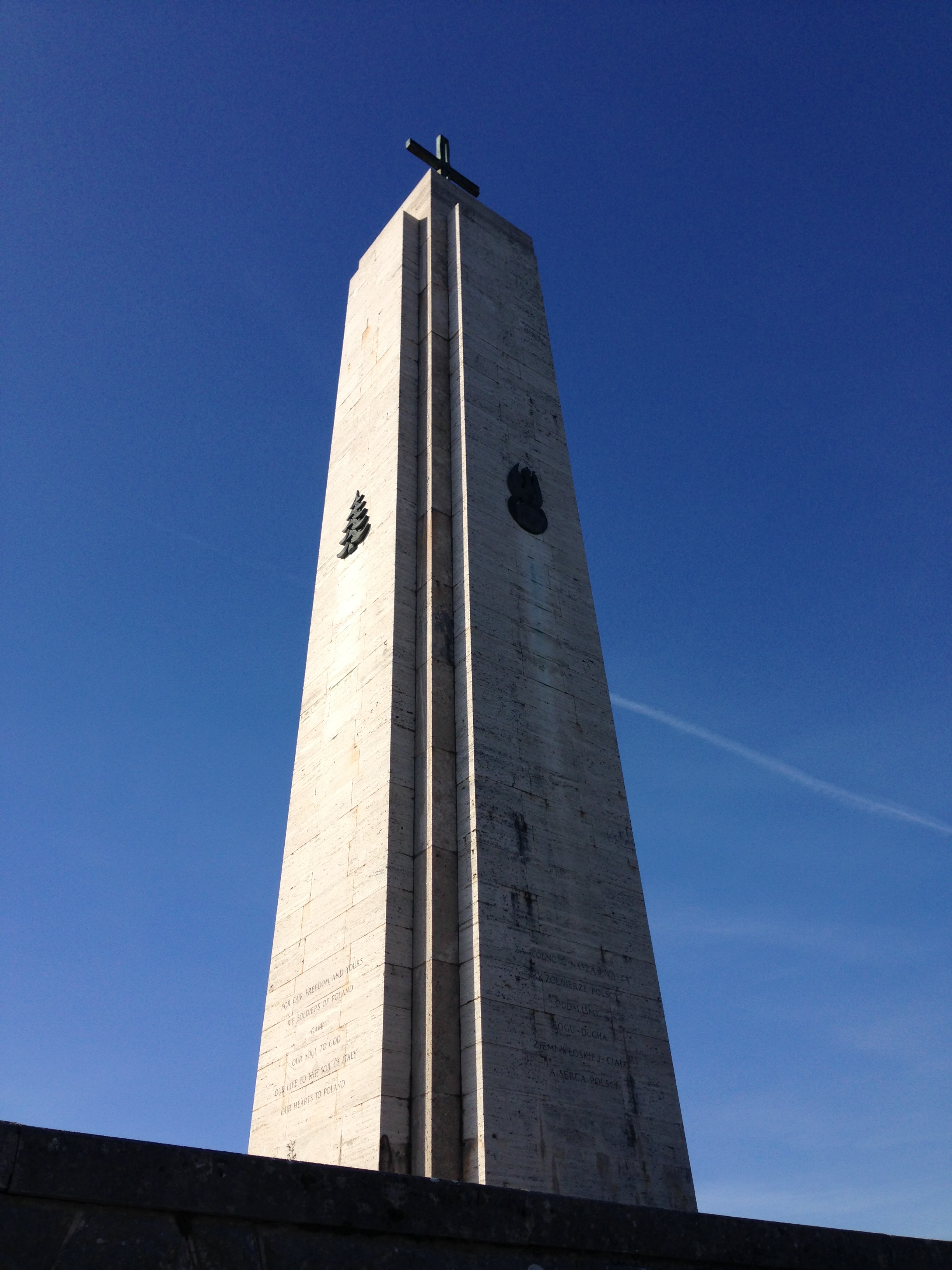
Obelisco dedicato ai soldati polacchi
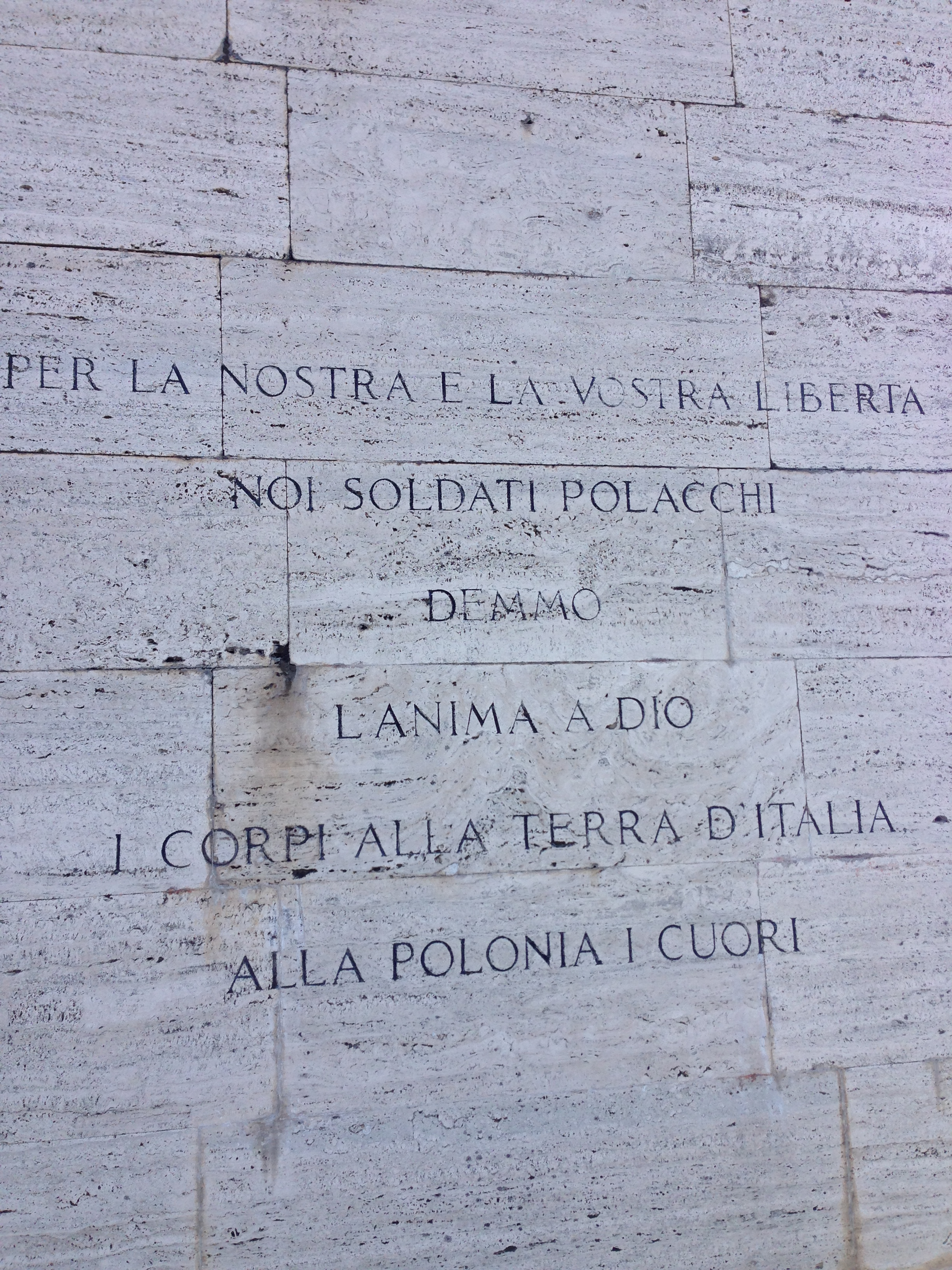
Obelisco dedicato ai soldati polacchi (dettaglio)